# ولي أباد (زهرا السفلى)
ولي أباد (بالفارسية: ولی‌آباد) هي قرية تقع في إيران في Zahray-ye Pain Rural District.